# Милан Колак
Милан Колак (Крагујевац, 17. априла 1993) српски је позоришни, телевизијски и филмски глумац.

## Биографија
Милан Колак је рођен у Крагујевцу, 17. априла 1993. године. Глуму је дипломирао на Академији уметности у Новом Саду, у класи професора Никите Миливојевића, где је потом стекао и мастер титулу. Као најбољи у класи добио је „Награду Предраг Пеђа Томановић“ коју додељује Српско народно позориште. Током студија је играо у представи Енциклопедија изгубљеног времена, премијерно изведеној у Позоришту младих у октобру 2015. Наредне године добио је улогу у представи Елинг и Кјел Бјарне, за коју је награђен на фестивалу Кестенбург у Бањој Луци, 2017. Исте године отпочео је сарадњу са зрењанинским Народним позориштем „Тоша Јовановић“, улогом Ромеа у трагедији Вилијама Шекспира Ромео и Јулија, коју је драматуршки обрадила Кристина Бојанић, а режирао Никола Завишић. Прву телевизијску улогу остварио је у пројекту Корени, где је тумачио један од споредних ликова. Пажњу филмске публике стекао је улогом војника Маринка Спасојевића у остварењу Краљ Петар Први, у режији Петра Ристовског, добивши награду за најбољег дебитанта на Фестивалу глумачких остварења Филмски сусрети, у Нишу, 2019. године. Према том филму, касније је приказана и серија на Радио-телевизији Србије. Са колегиницом Лором Ђуровић водио је вечерњи програм Филмског фестивала у Равном Селу 2019, док се наредне године појавио у трећој сезони телевизијске серије Ургентни центар. У филму о певачу Томи Здравковићу појавио се у улози његовог брата Новице.

## Улоге

### Позоришне представе
| Представа                        | Улога                                 | Режија                       | Позориште                                                | Премијера           |
| -------------------------------- | ------------------------------------- | ---------------------------- | -------------------------------------------------------- | ------------------- |
| Енциклопедија изгубљеног времена | Радник, обезбеђење, грађанин, батинаш | Снјежана Бановић             | Позориште младих                                         | 23. октобар 2015.   |
| Елинг и Кјел Бјарне              | Франк Асли                            | Давид Алић                   | Позориште промена                                        | 9. мај 2016.        |
| Ромео и Јулија                   | Ромео                                 | Никола Завишић               | Народно позориште „Тоша Јовановић“                       | 15. октобар 2016.   |
| Реконструкција                   | Урош                                  | Момчило Миљковић и Геа Гојак | Српско народно позориште                                 | 8. децембар 2016.   |
| Зрењанин                         | Коча, члан комисије                   | Борис Лијешевић              | Народно позориште „Тоша Јовановић“                       | 25. мај 2017.       |
| Опседнути                        | Н. Н.                                 | Никола Кончаревић            | Позориште промена                                        | 13. октобар 2017.   |
| Било једном у Банату             | Иван+                                 | Владимир Лазић               | Народно позориште „Тоша Јовановић“                       | 23. октобар 2018.   |
| Командант Сајлер                 | Вилхелм Сајлер                        | Никола Кончаревић            | Народно позориште „Тоша Јовановић“                       | 27. март 2019.      |
| Вртешка                          | Млади господин                        | Даријан Михајловић           | Позориште „Бошко Буха“                                   | 31. март 2019.      |
| Наш град                         | Џорџ Гибс                             | Миа Кнежевић                 | Народно позориште „Тоша Јовановић“                       | 28. април 2021.     |
| Дечко из последње клупе          | Рафаел Артола                         | Тијана Васић                 | Народно позориште „Тоша Јовановић“                       | 15. октобар 2021.   |
| Идиот                            | Иполит                                | Ивица Буљан                  | Београдско драмско позориште                             | 30. децембар 2022.  |
| Љубинко и Десанка                | Љубинко                               | Милан Нешковић               | Народно позориште Тоша Јовановић                         | 09. септембар 2023. |
| Будућност                        | Војник                                | Жига Дивјак                  | Београдско драмско позориште и Местно гледалишче Љубљана | 15. децембар 2023.  |

### Филмографија
|                   | 2010▼ | 2020▼ | Укупно |
| ----------------- | ----- | ----- | ------ |
| Дугометражни филм | 1     | 2     | 3      |
| ТВ филм           | 0     | 0     | 0      |
| ТВ серија         | 2     | 5     | 7      |
| Кратки филм       | 0     | 0     | 0      |
| Укупно            | 3     | 7     | 10     |

| Год.       | Назив                      | Улога                |
| ---------- | -------------------------- | -------------------- |
| 2010-е▲    |                            |                      |
| 2017.      | Корени (серија)            | Милован              |
| 2018.      | Краљ Петар Први            | Маринко Спасојевић   |
| 2019.      | Краљ Петар Први (серија)   | Маринко Спасојевић   |
| 2020-е▲    |                            |                      |
| 2020.      | Јужни ветар (серија)       | Стеван               |
| 2020.      | Ургентни центар (серија)   | др Дамјан Мештеровић |
| 2021.      | Пролећна песма             | Јован                |
| 2021.      | Дрим тим (серија)          | Мита Блеф            |
| 2021.      | Тома                       | Новица Здравковић    |
| 2022.      | Блок 27 (серија)           | Млади Андреј Гашпар  |
| 2022.      | Убице мог оца (серија)     | Лав                  |
| 2022.      | Јужни ветар 2 (серија)     | Стеван               |
| 2023.      | Тунел (серија)             | Пацко                |
| 2023.      | Тома (серија)              | Новица               |
| 2021.      | Дрим тим 2 (серија)        | Мита Блеф            |
| 2023-2024. | Ургентни центар 4 (серија) | Дамјан Мештеровић    |
| 2024-2025. | Жар (серија)               | Йован                |

## Награде и признања
- Награда за глумца вечери за улогу Франка Аслија у представи Елинг и Кјел Бјарне на фестивалу Кестенбург у Бањој Луци, 2017.[5]
- Награда „Предраг Пеђа Томановић“, коју додељује Српско народно позориште, за 2017.[2]
- Награда за дебитантску улогу на Фестивалу глумачких остварења Филмски сусрети, у Нишу, 2019.[11]
- Награда за глумачко остварење за улогу Џорџа Гибса у представи Наш град на фестивалу Шабачко пролеће, 2021.
- Награда за глумца вечери за улогу Рафаела Артоле у представи Дечко из последње клупе на Фестивал првоизведених представа у Алексинцу, 2022.
- Награда за најбољег младог глумца на 50. фестивалу Дани комедије у Јагодини за улогу Љубинка у представи Љубинко и Десанка, 2024.
- Награда за најбољег младог глумца Залог за будућност на Шабачко пролеће за улогу Љубинка у представи Љубинко и Десанка, 2024.